# Juan Restituto Antolínez de Castro y Aguilera
Juan Restituto Antolínez de Castro y Aguilera   (La Solana, 1 de juny de 1686 - Badajoz, 14 de febrer de 1755) fou un militar espanyol, capità general de Mallorca i comandant general d'Extremadura.
Va ingressar a l'exèrcit el 1706 i participà en la batalla d'Almansa i en els Alcoi. Denia, Alacant i Campmajor. En 1709 assolí el grau de capità i en 1713 ingressà a l'orde de Sant Jaume. Després va combatre a Catalunya i a Sicília. En 1721 es casà amb la barcelonina Anna Ferran i Fivaller, filla del comte de Ferran, destacat austracista. En 1731 ascendí a tinent coronel i fou destinat a Sagunt. El 1732 participà en la presa d'Orà i el 1735 ascendí a brigadier, alhora que era nomenat Inspector de Dragons de la Corona d'Aragó.
Posteriorment fou destinat a Itàlia. Per la seva destacada participació en la batalla de Camposanto (8 de febrer de 1743) fou ascendit a mariscal de camp, i de retorn a Barcelona el 3 de setembre fou nomenat capità general de Mallorca, alhora que era corregidor de Palma i president de la Reial Audiència de Mallorca. El 1747 fou ascendit a tinent general i el 1750 va sol·licitar l'exoneració del càrrec per motius de salut. El 2 de desembre de 1751 fou nomenat comandant general d'Extremadura, i en 1754 fou nomenat comte del Mérito. Va morir a Badajoz el 14 de febrer de 1755 i fou enterrat al convent de San Gabriel.